# Lynmouth

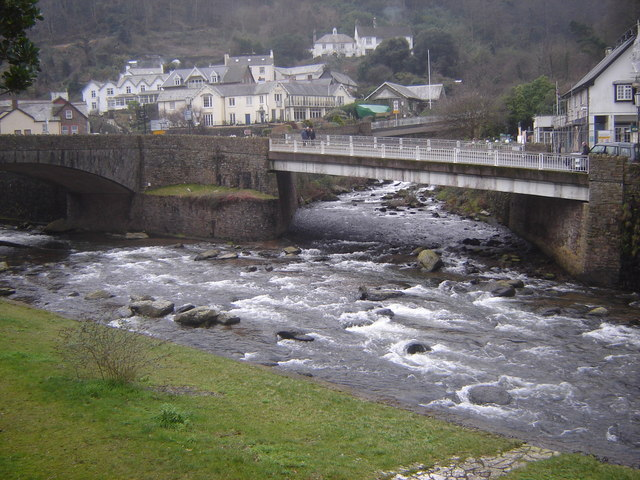
Der Treffpunkt der beiden Flüsse zu Lynmouth. Der West Lyn River trifft unterhalb der Brücke auf den East Lyn River.

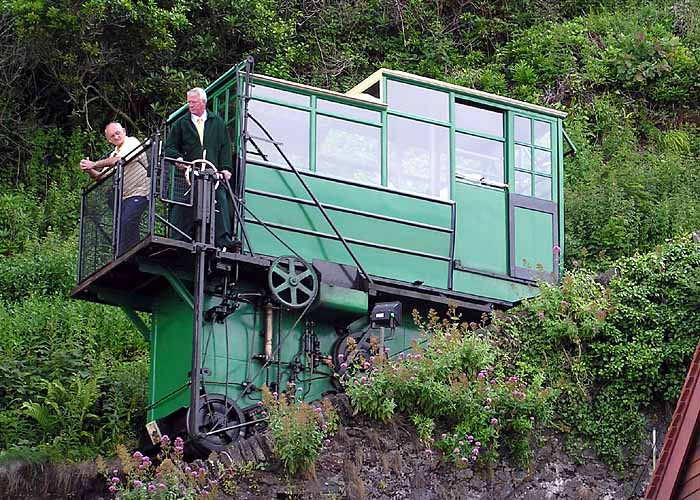
Die 1890 eröffnete Lynton and Lynmouth Cliff Railway.

Lynmouth ist ein Fischerort an der Nordküste der Grafschaft Devon im Distrikt North Devon im Südwesten Englands. Der Ort befindet sich etwa 150 Kilometer südwestlich von Bristol und rund 50 Kilometer nordwestlich von Appledore. Bekannt wurde die Ortschaft durch die Lynmouth-Katastrophe in der Nacht vom 15. auf den 16. August 1952.
Lynmouth bildet zusammen mit dem Nachbarort Lynton die Gemeinde (civil parish) Lynton and Lynmouth. Umgeben wird die Ortschaft von einer Steilküste mit der Wasserballastbahn Lynton and Lynmouth Cliff Railway, die mit dem Wasser des West Lyn river angetrieben wird und beide Orte miteinander verbindet. Der Ort liegt im Exmoor-Nationalpark.

## Bilder
- Flüsse East und West Lyn im Jahr 1911 in Lynmouth
- Von der Lyndale Brücke im Jahr 1920 in Lynmouth
- Middleham am Fluss East Lyn um 1871 in Lynmouth
- Watersmeet, Ruske Brücke, 1890 in Lynmouth
- Lynmouth im Jahr 1920
- Gebäudegruppe am Fluss Lyn im Jahr 1932 in Lynmouth
- Gebäudegruppe am Fluss Lyn im Jahr 1929 in Lynmouth
- Das Hotel Granville House im Jahr 1929 in Lynmouth
- Blick auf das unzerstörte Lynmouth im Jahr 1929 vom Tors.
- Das unzerstörte Lynmouth im Jahr 1950
- Blick auf das unzerstörte Lynmouth im Jahr 1950 vom Mars Hill.
- Blick auf das wiederaufgebaute Lynmouth im Jahr 1960 vom Mars Hill.

Koordinaten: 51° 14′ N, 3° 50′ W